# Centrum Pieniądza NBP im. Sławomira S. Skrzypka

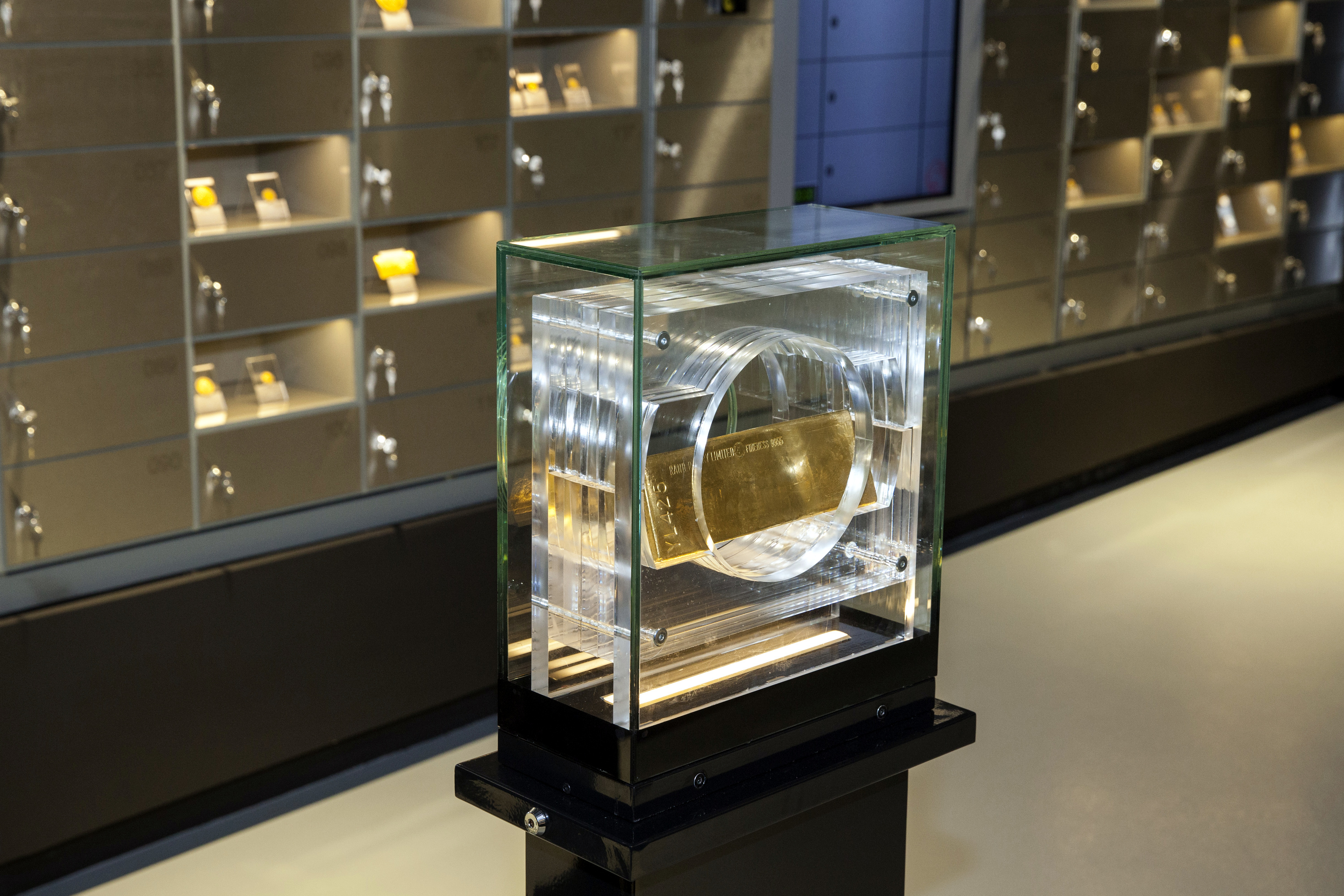
Sztabka złota w Skarbcu

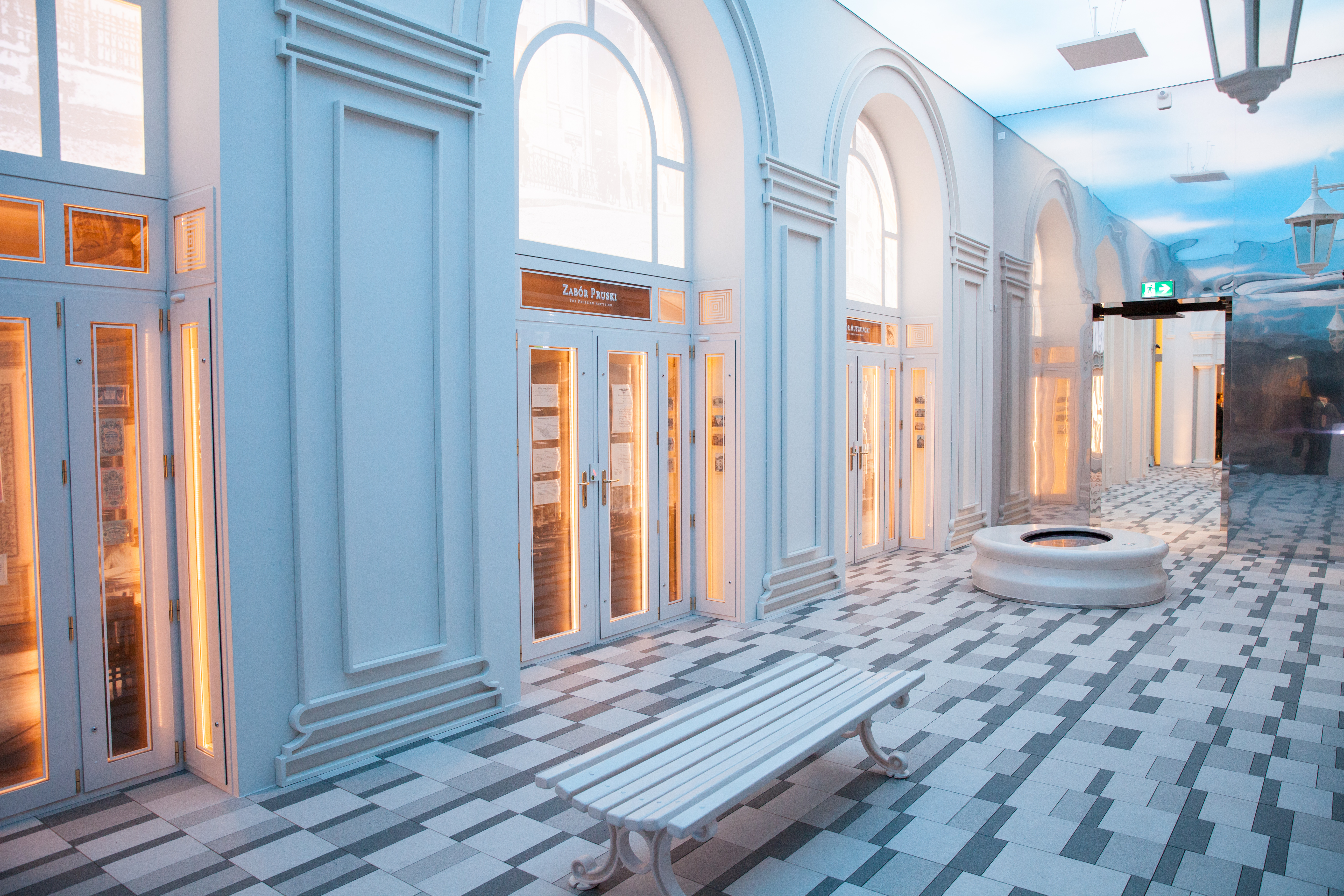
Ulica Bankowa

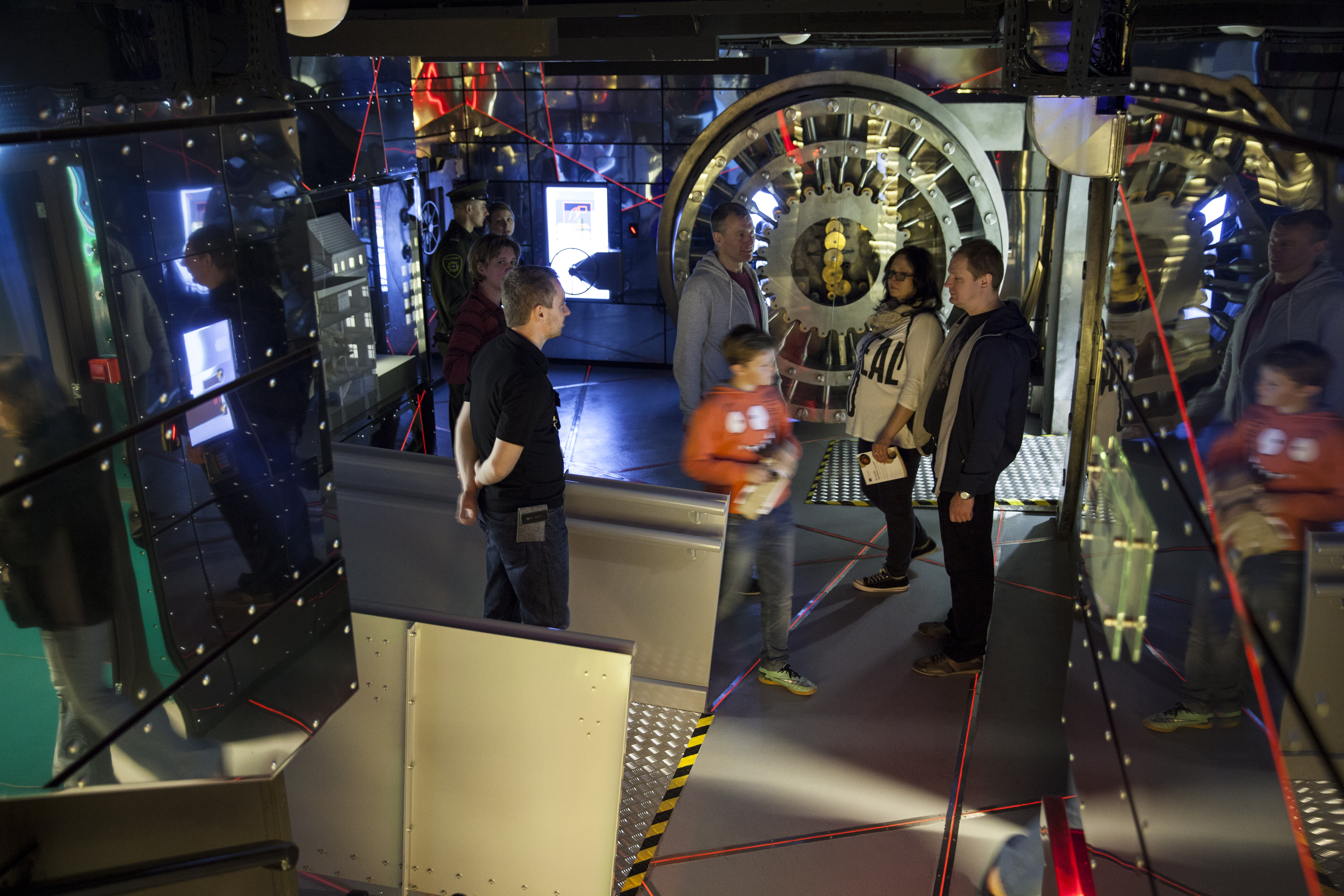
Skarbiec

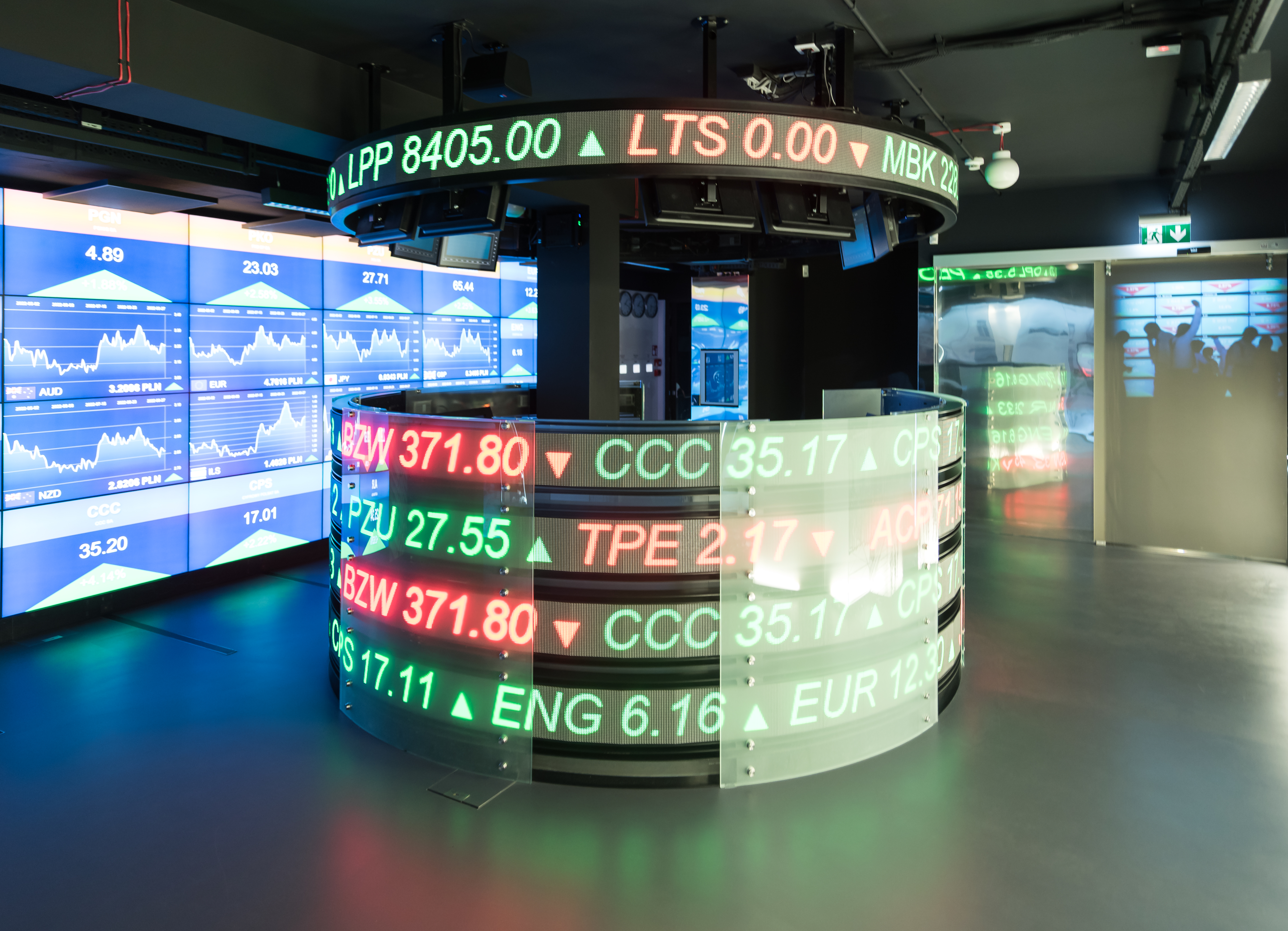
Sala Giełda i rynki finansowe

Centrum Pieniądza NBP im. Sławomira S. Skrzypka – placówka ekspozycyjno-edukacyjna Narodowego Banku Polskiego w Warszawie. Uroczyste otwarcie Centrum Pieniądza NBP miało miejsce 20 kwietnia 2016, dla publiczności zostało otwarte w Noc Muzeów 14 maja 2016. Centrum Pieniądza NBP mieści się w siedzibie NBP przy ulicy Świętokrzyskiej 11/21.

## Misja
Misją Centrum Pieniądza NBP jest popularyzowanie wiedzy na temat ekonomii i historii pieniądza w sposób atrakcyjny, przy wykorzystaniu różnorodnych form prezentacji i nowoczesnych technologii. Celem działalności Centrum Pieniądza NBP jest dotarcie do szerokiego grona odbiorców i przybliżenie im zagadnień związanych z rozwojem ekonomii i gospodarki pieniężnej, funkcjami, jakie pieniądz pełnił na przestrzeni dziejów, a także historią powstania i ewolucją systemu bankowego i bankowości centralnej.

## Patron
Pomysłodawcą Centrum Pieniądza NBP był zmarły w katastrofie smoleńskiej prezes NBP Sławomir Skrzypek. Jego ideą było stworzenie placówki edukacyjno-wystawienniczej, popularyzującej wiedzę ekonomiczną przy użyciu najnowocześniejszych technik multimedialnych.

## Ekspozycja
Centrum Pieniądza NBP jest jedyną w swoim rodzaju interaktywną placówką edukacyjno-wystawienniczą. Licząca ponad 2000 m² powierzchni i podzielona na 16 sal tematycznych:
1. Spotkanie z pieniądzem
2. Antyk-średniowiecze-nowożytność
3. Systemy pieniężne
4. Ulica Bankowa
5. Bank centralny
6. Gabinet numizmatyka
7. Laboratorium autentyczności
8. Skarbiec
9. Wojny
10. PRL
11. Upadek komunizmu
12. Giełda i rynki finansowe
13. Nowoczesne systemy płatnicze
14. Unie gospodarcze i walutowe
15. Twórca pieniądza i produkcja pieniądza
16. Pieniądz w sztuce

Multimedialna ekspozycja opowiada historię pieniądza, wyjaśnia rolę banków centralnych, znaczenie procesów ekonomicznych oraz zasady inwestowania. Pośród atrakcji czekających na zwiedzających są m.in. skarbiec ze sztabą złota, bankowóz, cenne polskie numizmaty – w tym denar Bolesława Chrobrego – oraz złote monety z całego świata. Goście Centrum Pieniądza NBP dowiedzą się także, jak działa rynek kapitałowy oraz bank centralny, poznają proces produkcji pieniędzy, a na koniec sprawdzą swoją wiedzę w grach i quizach. W salach tematycznych można dotrzeć do kluczowych miejsc związanych z historią pieniądza, stać się świadkiem narodzin monety i banknotu, pierwszych banków, teorii ekonomicznych, zobaczyć jak powstaje pieniądz, jak działa bankomat i karta kredytowa. W CP NBP udostępnionych jest ponad 10 tysięcy eksponatów oraz ponad 240 multimediów.

## Zwiedzanie
Centrum Pieniądza NBP oferuje zajęcia edukacyjne dla różnych typów szkół oraz możliwość zwiedzania CP NBP z przewodnikiem. Centrum jest otwarte dla publiczności sześć dni w tygodniu: wtorek, środa, piątek, sobota, niedziela 10:00-18:00, czwartek, 10:00-20:00, w poniedziałki CP NBP jest nieczynne. Wstęp do CP NBP oraz uczestnictwo we wszystkich zajęciach są bezpłatne.
Od otwarcia w maju 2016 r. do lutego 2017 r. CP NBP zwiedziło 31 tys. gości, z czego większość stanowili turyści indywidualni.

## W kulturze
W 2021 roku w muzeum nakręcono teledysk do singla „Napad na bank” autorstwa Ekipy Friza i Roksany Węgiel.